# Harvey Birdman: Attorney at Law
Harvey Birdman: Attorney at Law è un videogioco sviluppato da High Voltage Software e pubblicato da Capcom nel 2008 per Wii, PlayStation 2 e PlayStation Portable.
Basato sulla serie animata Harvey Birdman, Attorney at Law di Adult Swim, il videogioco ruota attorno alle interazioni tra Harvey Birdman e altri personaggi di Hanna-Barbera mentre colleziona indizi ed esplora le scene del crimine in modo simile alla serie di videogiochi Ace Attorney.
Sono presenti alcuni cameo di personaggi appartenenti alla serie Street Fighter.

## Modalità di gioco
Il titolo si articola lungo 5 livelli ed è ispirato alla serie Ace Attorney.

## Personaggi e doppiatori

### Personaggi principali
- Harvey Birdman, doppiato da Gary Cole.
- Phil Ken Sebben, doppiato da Stephen Stanton.
- Peanut, doppiato da Thomas Allen.
- Avenger.
- Myron Reducto, doppiato da Crispin Freeman.
- X l'eliminatore, doppiato da Peter MacNicol.
- Peter Potamus, doppiato da Chris Edgerly.

### Personaggi ricorrenti
- Mentok the Mindtaker, doppiato da John Michael Higgins.
- Birdgirl, doppiata da Paget Brewster.
- Hiram Mightor, doppiato da Gary Cole.
- Azul Falcone, doppiato da Maurice LaMarche.
- Stan Freezoid, doppiato da Maurice LaMarche.
- Gigi, doppiato da Debi Mae West.
- Vulturo, doppiato da Neil Ross.
- Elliott The Deadly Duplicator, doppiato da Lewis Black.